# Walter Frederick Campbell
Walter Frederick Campbell de Shawfield (a veces denominado "de Islay") (1798–1855) fue un político escocés. Se desempeñó como diputado por Argyllshire entre los años 1822-1832 y 1835-1841.

## Primeros años y carrera política
Nació el 10 de abril de 1798, hijo del coronel John Campbell conde de Shawfield e Islay (1770–1809) y su esposa Lady Charlotte Susan Maria Campbell, hija de John Campbell, V duque de Argyll. Su padre era hijo de Walter Campbell de Shawfield, de quien Walter Frederick heredó la isla de Islay en las Hébridas Interiores, Escocia.  Fue educado en el reconocido colegio Eton College.
Campbell se hizo cargo del escaño parlamentario de Argyllshire, heredado de su tío Lord John Campbell, VII duque de Argyll en 1822, basado en sus simpatías con el Whig. Inicialmente su asistencia a la Cámara de los Comunes fue esporádica. No volvió a disputar su escaño en 1832, poco después de la muerte de su primera esposa, pero fue devuelto su cargo sin oposición en 1835 y permaneció en el parlamento británico hasta 1841.
Campbell fue elegido miembro de la Royal Society of Edinburgh el 3 de junio de 1822.

## Laird de Islay
Como el Laird de la isla de Islay Campbell sostuvo desde 1816 con un plan agrícola durante la depresión posnapoleónica. Tenía la intención de retener a la población local, para evitar huidas y contrarrestar la emigración masiva. Con ese fin, construyó nuevas aldeas y mejoró la infraestructura de la isla, trabajó para diversificar la agricultura y también dictó su reforma rural y agraria. Las características locales fueron la ausencia relativa, en comparación con la mayoría de las tierras altas escocesas occidentales, de arrendatarios con granjas de ovejas más grandes y la incidencia de la subdivisión de la tierra asociada con la producción de algas marinas.

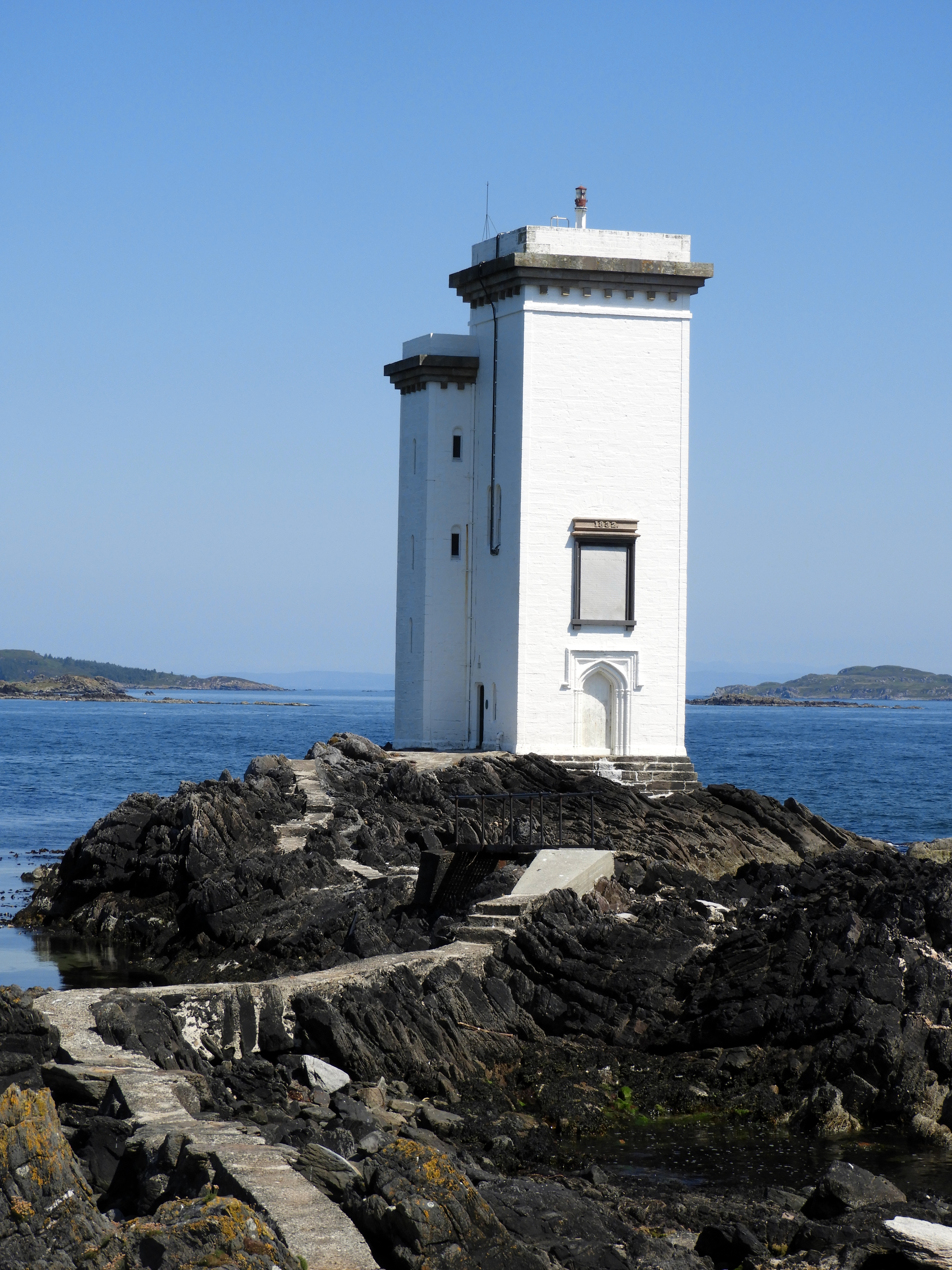
Faro de Carraig Fhada, construido en 1832 por Walter Frederick Campbell, dedicado a la memoria de su primera esposa

Campbell gastó mucho dinero y tenía una deuda que ascendía a 815.000 libras esterlinas sobre la propiedad. Durante la década de 1840, Islay fue golpeada por la depresión agrícola y la enfermedad del tizón de la papa asociado con la hambruna de las papas de las Tierras Altas. Campbell sufrió la quiebra para el año 1847. 
Campbell en abril de 1847 aseguraba a los funcionarios públicos que crearía empleos para que los hombres no estuvieran ociosos en el campo: pero al escribir a Sir Edward Pine Coffin, comisario general, el también comisario general adjunto John Saumarez Dobree expresó su preocupación de que Campbell estaba era realmente debilitando sus propias finanzas. El ingeniero Joseph Mitchell que era invitado de los Campbell en ese momento fue testigo de primera mano de la situación de Campbell: "una preocupación mayor que la plaga era que los inquilinos no pagaban los alquileres. Los bancos dejaron de prestar. La política oficial era utilizar una Ley de Drenaje para la creación de empleo", para muchos propietarios hubo un beneficio considerable pero en el caso de Islay, una solicitud exitosa de apoyo de Campbell llevó a sus fideicomisarios a administrar los esquemas de empleo que mantuvieron solventes a los inquilinos.
Los acreedores se mudaron a fines de 1847 y la familia se fue de la isla. La finca estuvo en manos de fideicomisarios, desde 1848 hasta 1853 cuando fue vendida al empresario y miembro del Whig del parlamento James Morrison. La carga de la deuda se situó en 185.000 libras esterlinas.

## Últimos años
Campbell pasó algún tiempo con su hermana enferma Harriet Bury, condesa de Charleville, en Italia. Se instaló luego en Avranches, Normandía, en reducidas circunstancias económicas. Murió el 8 de febrero de 1855 en Avranches y fue enterrado en el cementerio de allí.

## Familia
Campbell se casó dos veces:

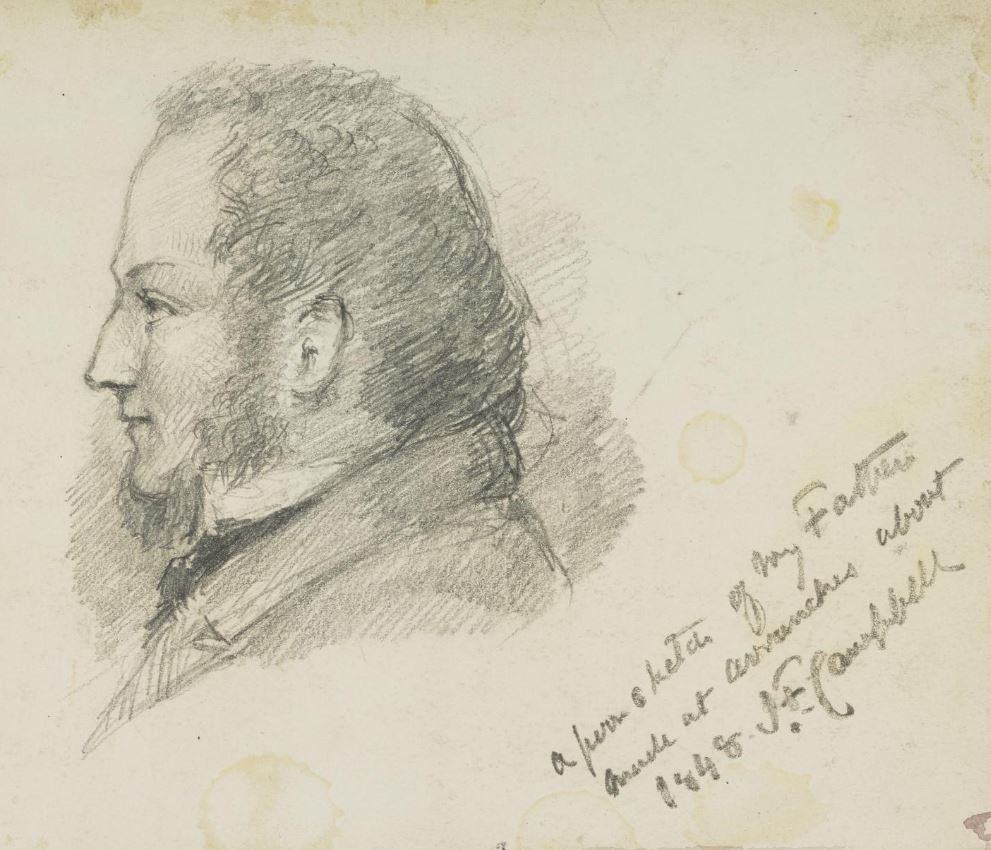
"Un pobre boceto de mi padre en Avranches alrededor de 1848", John Francis Campbell

1. En primer lugar, en 1820, con su prima, Lady Eleanor Charteris (m. 1832), hija de Francis Douglas, octavo conde de Wemyss;
2. En segundo lugar, en 1837, con Katherine Isabella, hija de Stephen Thomas Cole.

Por su primera esposa, fue padre de John Francis Campbell (1821–1885), nacido en Islay.
De los hijos del segundo matrimonio:
- Walter Douglas Somerset Campbell que fue un oficial del ejército y cortesano real.
- Augusta Elizabeth que se casó en 1858 con William Bromley-Davenport, miembro del parlamento británico.
- Eila Frederika (Frederica) que se casó en 1860 con Sir Kenneth Mackenzie, sexto baronet.
- Violet Katherine, que se casó en 1870 con Henry Wyndham West.
- Castalia (Castila) Rosalind que se casó en 1865 con Granville Leveson-Gower, segundo conde de Granville como su segunda esposa.

## Legado
- Port Ellen, fue nombrado en 1821 por Walter Frederick Campbell en honor a su esposa, Eleanor, al igual que Port Wemyss cerca de Portnahaven
- Port Charlotte fue nombrado en 1828 por Walter Frederick Campbell en honor a su madre, Charlotte.[10]